# تپه گورستان اودک دوجی
تپه قبرستان اودک دوجی مربوط به دوران پیش از تاریخ ایران باستان - است و در شهرستان علی‌آباد، بخش مرکزی، روستای اودک دوجی واقع شده و این اثر در تاریخ ۱۰ بهمن ۱۳۸۳ با شمارهٔ ثبت ۱۱۲۹۳ به‌عنوان یکی از آثار ملی ایران به ثبت رسیده است.